# Рајхелсхајм (Ветерау)
Рајхелсхајм (њем. Reichelsheim) град је у њемачкој савезној држави Хесен. Једно је од 25 општинских средишта округа Ветерау. Према процјени из 2010. у граду је живјело 6.800 становника. Посједује регионалну шифру (AGS) 6440021.

## Географски и демографски подаци
Рајхелсхајм се налази у савезној држави Хесен у округу Ветерау. Град се налази на надморској висини од 124–225 метара. Површина општине износи 27,6 km². У самом граду је, према процјени из 2010. године, живјело 6.800 становника. Просјечна густина становништва износи 246 становника/km².